# Montigny-en-Gohelle
Montigny-en-Gohelle – miejscowość i gmina we Francji, w regionie Hauts-de-France, w departamencie Pas-de-Calais.
Według danych na rok 1990 gminę zamieszkiwało 10 629 osób, a gęstość zaludnienia wynosiła 3037 osób/km² (wśród 1549 gmin regionu Nord-Pas-de-Calais Montigny-en-Gohelle plasuje się na 78. miejscu pod względem liczby ludności, natomiast pod względem powierzchni na miejscu 804.).